# 2005 OE
2005 OE é um corpo menor que é classificado como um damocloide. O mesmo possui uma magnitude absoluta de 19,0 e tem um diâmetro com cerca de 8 km.

## Descoberta
2005 OE foi descoberto no dia 16 de julho de 2005, pelo Catalina Sky Survey.

## Órbita
A órbita de 2005 OE tem uma excentricidade de 0,951 e possui um semieixo maior de 62,977 UA. O seu periélio leva o mesmo a uma distância de 3,056 UA em relação ao Sol e seu afélio a 122,899 UA.